# Jaroslav Jevdokimov
Jaroslav Oleksandrovič Jevdokimov (ukrajinsky Ярослав Олександрович Євдокимов, bělorusky Яраслаў Аляксандравіч Еўдакімаў, rusky Ярослав Александрович Евдокимов) (22. listopadu, 1946, Rovno, Ukrajinská SSR, Sovětský svaz) je zpěvák, barytonista, Národní umělec Běloruské SSR a také zasloužilý umělec Ruské federace.

## Životopis
Jeho matka Anastasie Charitonivna Očeretovičová byla z politických důvodů uvězněna ve věznici v Rovně, kde se zpěvák narodil.Když mu byly 4 měsíce, musela matka nechat syna u svých rodičů a byla odeslána k odpykání trestu do jednoho z dolů u Norilsku. Syna znovu uviděla až v roce 1955, když se mohla vrátit do rodné vesnice. Jeho otec, Oleksandr Hnatovič Jevdokimov, rodák z Krasnovišerského okresu Permské oblasti, byl také pronásledován z politických důvodů.
Jaroslav dospíval v Polesí ve vesnici Koryst, v Koreckém okrese, Rovenské oblasti. Zde ho vychovávali babička Jaryna, teta Anna a děda Chariton, který byl kovářem i zpíval v církevním sboru.
Po ukončení studia na Koreckém odborném učilišti v letech 1964–1965 se stal dělníkem. Poté sloužil v armádě v letech 1965–1968 a ocitl se v Severním loďstvu Kolského poloostrova v obci Viďajevo u města Severomorsk. V hodnosti vojína zde sloužil ve stavební brigádě a zároveň byl předzpěvákem jednotky.
Po demobilizaci se vrátil do rodné vesnice a práci si našel v továrně na pneumatiky v Dněpropetrovsku, kde začal zpívat v restauraci. Oženil se Běloruskou a přestěhoval se do její vlasti.
Od roku 2009 je občanem Ruské federace.

## Kariéra
Jakožto Ukrajinec s přirozeným talentem, ale bez hudebního vzdělání, nebyl přijat do Běloruské státní filharmonie. Nakonec ale v Bělorusku jeho tvůrčí kariéra zpěváka odstartovala. Během přípravy koncertního program "Paměť" se ocitl v pravý okamžik na správném místě a diváci okamžitě srdečně uvítali debutanta, protože zpíval s duší, což zachytili. Následně mu byla nabídnuta práci ve filharmonii. V roce 1975 se stal sólistou Minské filharmonie.
Jeho úspěch rostl koncert od koncertu. Našel si učitele zpěvu – Volodymyra Bučelja. a tři roky se u něj učil a současně pracoval jako sólista v Souboru písní a tanců Běloruského vojenského okresu (1977–1980).
V předvečer 9. května se účastnil státního koncertu, kde byl přítomný první tajemník ústředního výboru komunistické strany Běloruska Pjotr Mašerov, kterého zaujala píseň "Pole paměti" v podání Jevdokimova. Emoce bývalého partyzána byly tak silné, že nařídil udělit mu čestný titul "Zasloužilý umělec Běloruské sovětské socialistické republiky".
Novinky o talentovaném zpěvákovi se dostali až do Moskvy, načež ho Olga Molčanova z centrální televize pozvala do populárních přenosů "Širší kolo", "Zazpíváme, přátele!". V roce 1979 se stal laureátem soutěže "S písní životem". Hlas zpěváka zněl často i v přenosech celosvazového vysílání. Jaroslav absolvoval hudební učiliště (vokál) (1979–1981) a stal se sólistou republikového rozhlasu a televize.(1980–1990 рр.).
Jaroslav Jevdokimov mnohokrát vystupoval na "Slovanském Bazaru" (Vitebsk, Bělorusko), byl také členem poroty (1993) festivalu.

V roce 1998 byl hostem festivalu "Zlatý Hit" (Mogilev), Bělorusko).
Hostoval se svým vystoupením také v zahraničí (Řecko, Francie, Německo, Norsko, Polsko, Československo, Island, Švýcarsko, Švédsko, Austrálie, Kanada, Spojené státy).
Gramodeska "Všechno se splní" byla debutem na celosvazovém nahrávacím studiu společnosti "Melodie".
Byl vyznamenán unikátním internetovým projektem "Nová Ukrajina".

## Tituly
- 17. dubna 1980 – čestný titul "Zasloužilý umělec Běloruské sovětské socialistické republiky"[6]
- 13. července 1987 – udělen čestný titul "Národní umělec Běloruské sovětské socialistické republiky"[6]
- 15. února 2006 – udělen čestný titul "Zasloužilý umělec Ruské federace"[12]

## Diskografie
- 1988 – Všechno se splní
- 1994 – Netrhej košili – písně V. Okorokova (CD)
- 2002 – Snílek – písně О. Morozova (CD)
- 2002 – Líbám tvoji dlaň (CD)
- 2006 – Za bílou řekou (CD)
- 2008 – Jaroslav Jevdokimov a duo Sladké bobule. Nejlepší ukrajinské kozácké písně (CD)
- 2012 – Návrat na podzim (CD)